# Henning (Minnesota)
Henning è una città degli Stati Uniti d'America, situata in Minnesota, nella contea di Otter Tail.